# Dicyanoargentate de potassium
Le dicyanoargentate de potassium est un solide blanc utilisé en électrodéposition de l'argent, comme bactéricide et dans la fabrication d'antiseptique. C'est aussi un ligand polyvalent qui a comme application la synthèse de polymères inorganiques multidimensionnels.
Il est fabriqué en ajoutant du chlorure d'argent à une solution de cyanure de potassium.